# Panchthar (distrito)
Panchthar é um distrito da zona de Mechi, no Nepal.